# .travel
.travelはスポンサー付きトップレベルドメイン（sTLD）の一つである。2004年に新しいTLD第二弾として申請され、2005年4月8日にICANNの承認を受けた。このドメインは、旅行会社、航空会社、Bed and Breakfast（B&B）の経営者、観光局やその他旅行関係業者だけの使用に制限されている。
また、2005年4月8日に旅行ジャーナリストで、消費者運動家のEdward HasbrouckがICANNの内規に基づいて、.travelの承認決定は、より開放的で透明にすべきだと要請した。この要請への回答は未だ無い。
.travelの登録が2005年10月から開始された。ただし、10月から12月までは事前に優先登録を申請した者のみの登録だった。一般登録は2006年1月から開始された。
登録は、公認レジストラを通して行われる。